# C. Devos
C. Devos is een Belgisch historisch merk van fietsen en lichte motorfietsjes.
Het bedrijf heette "Huis Camille Devos" in was gevestigd in Brussel.
Vanaf de jaren twintig produceerde Camille Devos fietsen. In 1935 bouwde hij hier een Sachs-hulpmotor in.
De productie van deze lichte motorfietsjes met 98cc-Sachs-blokjes liep tot 1955, toen de Belgische markt redelijk verzadigd was met goedkope(re) buitenlandse motorfietsjes. Zoon en dochter Devos probeerden nog het merk Marjac in te voeren, wat echter niet meer lukte.